# Ulvesund, Kungälvs kommun
Ulvesund är en småort i Ytterby socken i Kungälvs kommun. Den ligger norr om Nordre älv med åkrar sluttande ner mot älven. Där finns även ett sommarstugeområde.
SCB räknade Ulvesund som småort första gången år 2000, då med 51 invånare över 9 hektar. Till sammanställningen år 2005 var befolkningen färre än 50 personer och området räknades inte längre som en småort. Vid avgränsningen år 2010 hade befolkningen ökat och Ulvesund blev nu återigen en småort, denna gång omfattande 10 hektar med 70 personer.